# Deutsche Ostmesse

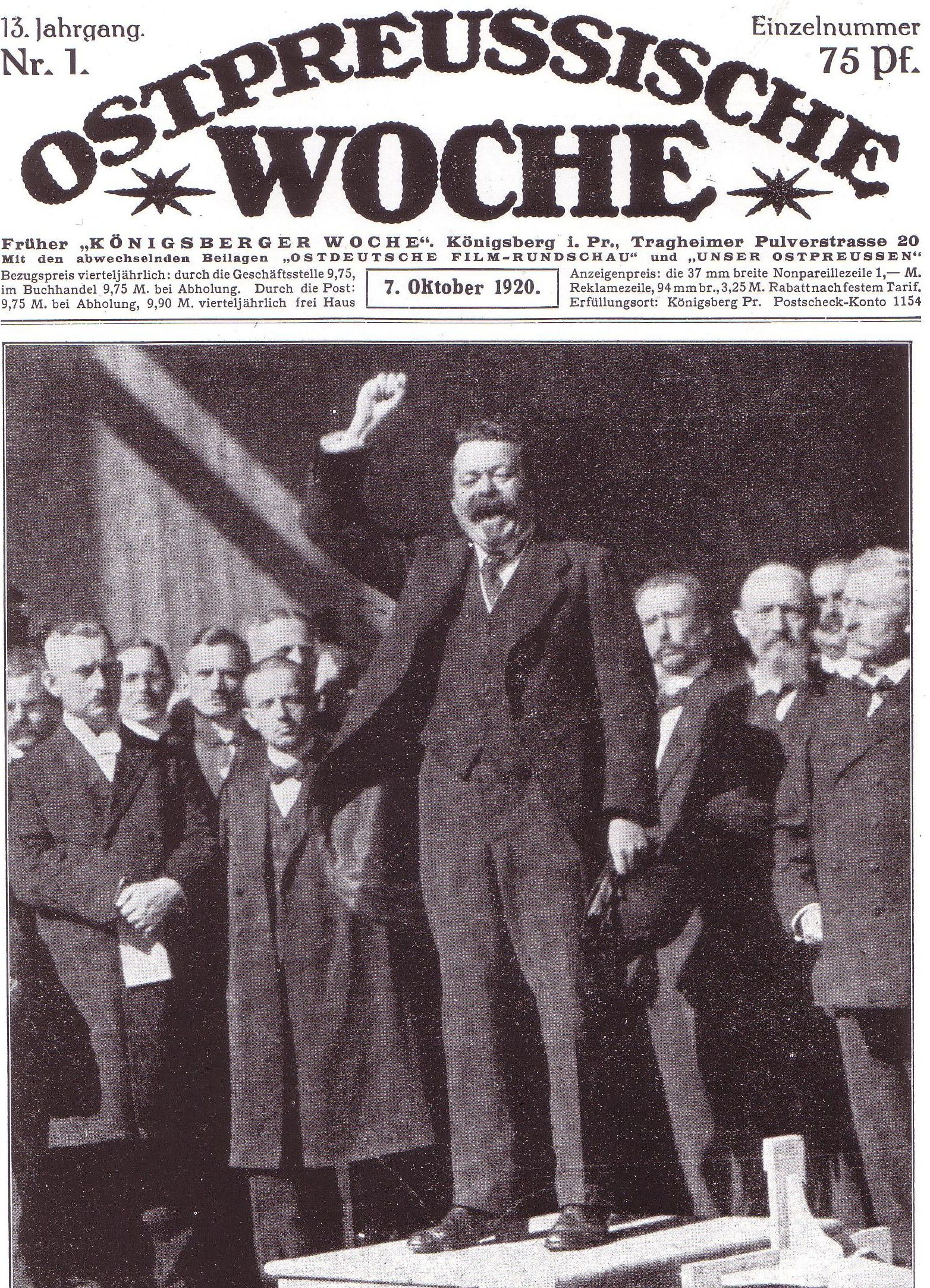
Reichspräsident Ebert eröffnet die DOK 1920

Die Deutsche Ostmesse (offiziell Deutsche Ostmesse Königsberg, auch bekannt als Königsberger Messe; DOK) wurde 1920 in Königsberg etabliert, um die Provinz Ostpreußen, die nach dem Ersten Weltkrieg durch den „Polnischen Korridor“ vom Deutschen Reich abgeschnitten war, wirtschaftlich zu fördern. Die erste Ostmesse wurde im September 1920 von Reichspräsident Friedrich Ebert eröffnet, der mit dem Reichswirtschaftsminister Ernst Scholz per Schiff mit dem Seedienst Ostpreußen angereist war.
Die erste Ostmesse wurde in den vorhandenen Gebäuden des Königsberger Tiergartens abgehalten. Für die nachfolgenden Messen errichtete der Architekt Hanns Hopp ab 1920 neue Messegebäude in den Wallanlagen, darunter das aufsehenerregende Haus der Technik von 1924/25.

## Geschichte
Nach dem Ersten Weltkrieg gehörte die Provinz Ostpreußen nach dem Vertrag von Versailles nach wie vor zum Deutschen Reich, war aber durch den sogenannten „Polnischen Korridor“ von diesem abgeschnitten und auf direktem Weg nur über den Seeweg erreichbar. Wollte man für Personenverkehr oder Warentransporte den Landweg nutzen, musste man polnisches Staatsgebiet überqueren und es waren mehrmals Zoll- und Passkontrollen erforderlich. Um das Wirtschaftsleben in der Exklave Ostpreußen anzukurbeln, startete die Stadt Königsberg 1920 eine Messe. Diese Deutsche Ostmesse wurde in den Anfangsjahr 1920 im September, und danach jährlich im Februar und im August abgehalten. Seit 1928 gab es nur noch eine Messe pro Jahr, die in der zweiten Augusthälfte veranstaltet wurde.
Es handelte sich am Anfang um eine landwirtschaftliche Investitions- und Verbrauchsgütermesse. Neben dem Großhandel hatten auch der Handel mit Kolonialwaren, Eisen und Eisenwaren, Flachs, Hanf, Häuten, Fellen und Leder, Baumaterialien und Kohlen, Textilwaren sowie der Holz- und Brennstoffhandel eine große Bedeutung. Aufgrund des Erfolges erweiterte man die Palette auch um Industriegüter. Diesem zusätzlichen Ansatz folgend erbaute man 1925 das Haus der Technik. Die DOK stärkte die wirtschaftlichen Verbindungen der vom Reich abgeschnittenen Provinz Ostpreußen mit dem Reich und ebnete gleichzeitig der deutschen Wirtschaft die Wege zu den osteuropäischen Märkten. 1930 kamen 120 000 Besucher, davon 2500 Ausländer. 1937 stieg die Zahl der Besucher auf 204.000. Die DOK entwickelte sich zur zweitgrößten Messe des Deutschen Reiches nach Leipzig.
Auch nach dem deutschen Überfall auf Polen wurde die Messe unter Einbeziehung internationaler Aussteller fortgesetzt. 1940 nahm China zum ersten Mal an der DOK teil, nachdem in den Jahren zuvor u. a. auch das noch junge Mandschukuo für sich und seine Erzeugnisse geworben hatte. Die letzte Messe fand im Kriegsjahr 1941 statt.

## Architektur
Als der Beschluss gefallen war, die Deutsche Ostmesse regelmäßig abzuhalten, stellte die Stadt Königsberg Gelände auf dem ehemaligen Festungsgraben zur Verfügung. Der beim Meßamt angestellte Architekt Hanns Hopp entwarf Ende 1920 einen Lageplan mit einem Eingangsbereich, vielen Ausstellungshallen und einem Restaurant. Weil die ersten Hallen bereits zur Frühjahrsmesse 1921 fertig sein sollten, errichtete Hopp sie als Holzfachwerk. Bis zur Herbstmesse 1921 waren dann auch der Eingangsbereich und das Restaurant fertig, diese waren nun unter Verwendung von Eisenbeton gebaut. Den Eingangsbereich legte Hopp an den Hansaring. Hopp gab seinen Gebäuden in den frühen 1920er Jahren oft eine Gestaltung, die sich im übertragenen Sinne auf ihre Funktion bezieht. Deswegen erinnert der Eingang an das Zelt eines Bazars, mit langen dünnen Stangen und einem zeltartigen Pyramiddach. Das Messerestaurant entwarf Hopp als zwölfseitigen Bau mit hohen Rundbogenfenstern.
Für das Messerestaurant schuf der Bildhauer Hermann Brachert 1922 vier überlebensgroße Figuren aus Kunststein. Sie sind verschollen.
Nach Ende der Inflation errichtete Hopp 1924/25 noch das bereits länger vorgesehene Haus der Technik.
Die in Holzfachwerk errichteten Ausstellungsgebäude der Deutschen Ostmesse existieren nicht mehr, auch der Eingangsbereich nicht. Über den Zweiten Weltkrieg hinweg bis heute erhalten hat sich das in Eisenbeton errichtete Messerestaurant, das lange als Sporthalle genutzt war. Das Haus der Technik ist heute Markthalle und der Handelshof wie schon seit 1927 städtisches Rathaus.
Auf dem übrigen Gelände befinden sich heute eine Markthalle, ein Park und – auf dem an den ehemaligen Hansaplatz angrenzenden Anteil – die Christ-Erlöser-Kathedrale.